# 大学滨河路

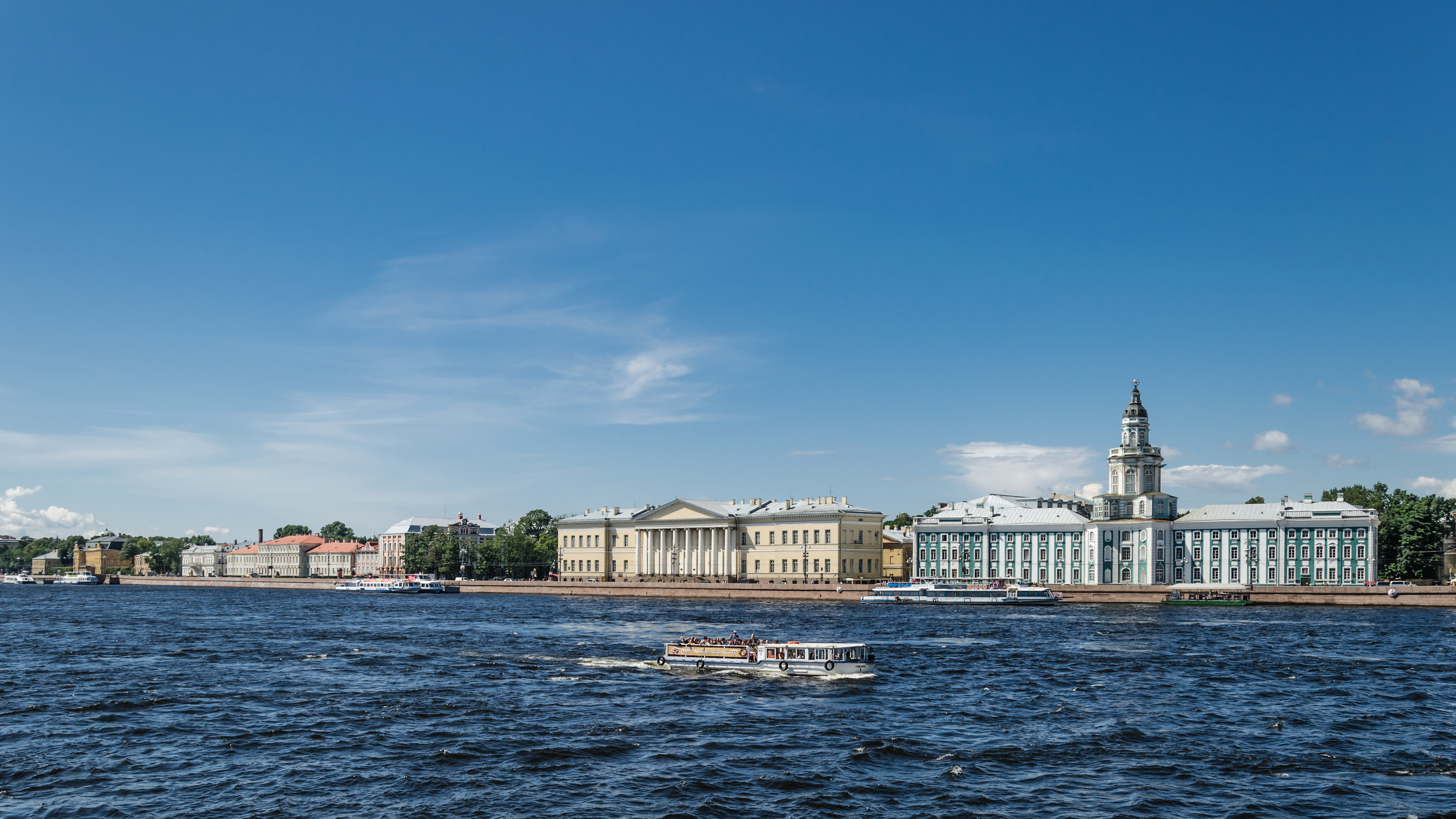
大学滨河路

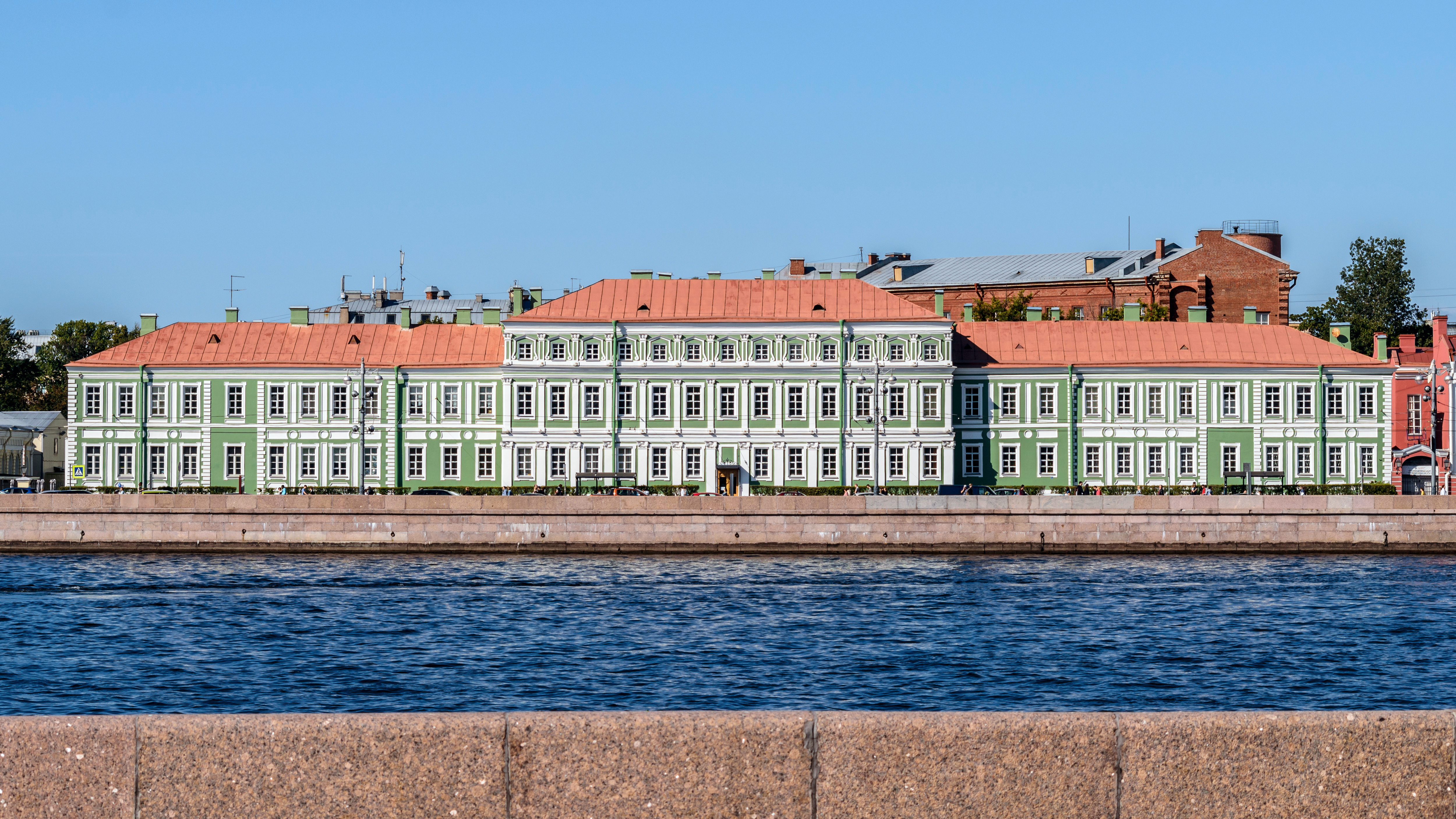
圣彼得堡国立大学

59°56′21″N 30°17′54″E / 59.9392°N 30.2984°E
大学滨河路（羅馬化：Universitetskaya naberezhnaya）是俄罗斯圣彼得堡的一条1.2公里长的滨河路，位于大涅瓦河右岸的瓦西里岛上，开始于海上交易所，介于宫廷桥与圣母领报桥之间。 
大学滨河路用花岗岩铺砌，分别完成于1805-1810年（东段）、1831-1834年（西段）和1850年代（圣母领报桥附近）。沿岸是一系列18世纪初的彼得大帝巴洛克建筑，包括藝術間、十二学院、緬希科夫宮，以及新古典主义风格的列宾美术学院。
大学滨河路从前还有一座以撒桥（Isaakiyevsky Pontone Bridge）与左岸的枢密院广场相连 ,该桥建于1819-1841年。
圣彼得堡国立大学的一个校园（设于十二学院及其他几栋建筑中）, 俄羅斯科學院圣彼得堡分院,彼得大帝人类学民族学博物馆（设于藝術間）和动物博物馆都位于大学滨河路。

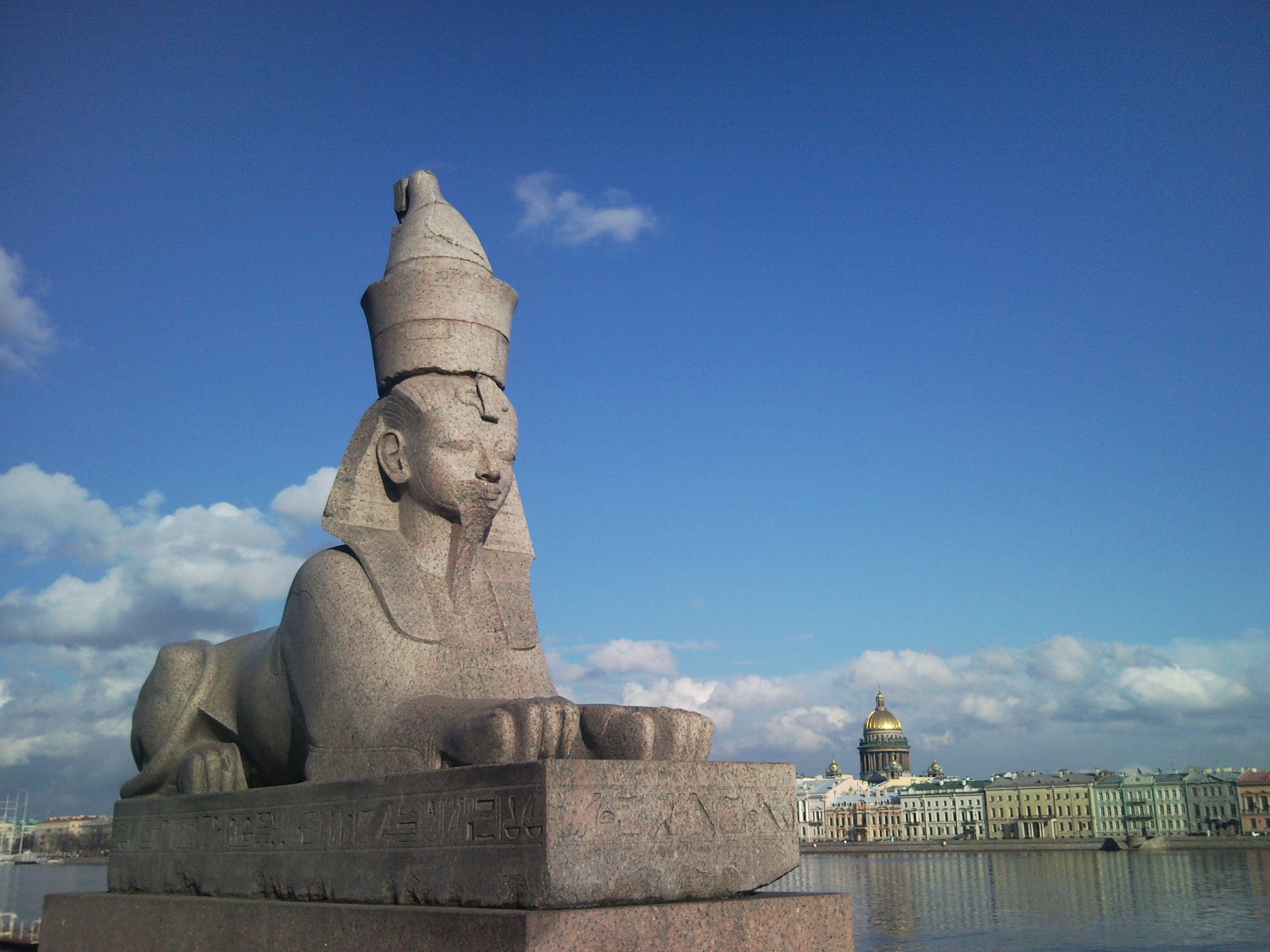
狮身人面像

1887年，这段滨河路以大学命名。

## 狮身人面像
在列宾美术学院前, 装饰着两尊法老阿蒙霍特普三世的狮身人面像，于1832年来自底比斯 (埃及)，由康斯坦丁·托恩设计，建于1832–1834年。 